# 羅卓英
羅 卓英（ら たくえい、繁体字: 羅卓英; 簡体字: 罗卓英; 拼音: Luó Zhuóyīng; ウェード式: Lo Cho-ying）は、中華民国（台湾）の軍人。字は竜青。号は慈威。国民革命軍、中華民国陸軍の軍人。最終階級は二級上将。保定第8期砲兵科卒業。
同期の空軍総司令官周至柔とともに陳誠の義兄弟・腹心と目される人物であった。日中戦争、太平洋戦争では、第19集団軍総司令、中国遠征軍第1路司令長官等を歴任し、各地で日本軍との戦闘を指揮した。

## 事跡

### 陳誠との交友
1914年（民国3年）に大埔県官学堂を卒業し、大埔中学に進学する。しかし軍人の道を志すようになり、1918年（民国7年）に保定陸軍軍官学校を受験、この年は落第したが、その翌年に第8期砲兵科として合格した。この時に同期の陳誠、周至柔と意気投合し義兄弟の契りを結ぶ。1922年（民国11年）に卒業すると故郷に戻り、大埔中学教務主任となる。また、湖山中学を創設した。
まもなく孫文らによる革命に羅卓英も同調し、1923年（民国12年）には潮梅軍参謀に任ぜられる。1925年（民国14年）8月、陳誠の紹介で国民革命軍に加わり、東征（陳炯明討伐）で軍功をあげた。1926年（民国15年）7月からは北伐に従軍し、翌年4月、第21師師長に昇進した陳の要請を受ける形で、同師参謀処処長に任ぜられる。その後も陳・羅の第21師は北伐で孫伝芳軍撃破などに貢献し、1928年（民国17年）春、陳が陸海空軍総司令部警衛司令に昇進すると、羅もその下で警備師の団長を務めた。
北伐終了後、陳誠の部隊は再編により第11師となり、陳は副師長、羅卓英は同師参謀長に任ぜられた。翌年7月、陳は師長に昇進し、羅も第33旅旅長、さらに副師長に昇進した。羅は中下級の軍官を黄埔軍官学校卒業生に次々と入れ替えて戦闘力の向上に努力し、その結果、第21師は1930年（民国19年）の中原大戦など反蔣介石との戦いで顕著な活躍を見せることになる。戦後、陳は第18軍軍長、羅は同軍参謀長にそれぞれ昇進した。翌年に羅は第11師師長となっている。
1931年（民国20年）5月、羅卓英は第11師を率い、江西省での第3次中国共産党（紅軍）掃討作戦に参加した。しかし、紅軍の巧みなゲリラ戦に翻弄されて大きな消耗と損害を強いられている。その後、陳誠の推薦により、羅は第18軍副軍長兼第11師師長に昇進した。1933年（民国22年）には第5軍軍長に昇進し、第4次共産党掃討に参加したが、この時も羅は苦戦している。しかし同年9月の第5次掃討にも参加し、最終的に紅軍を長征に追い込んだ。1935年（民国24年）9月、羅は第18軍軍長に昇進し、翌1936年（民国25年）に両広事変が勃発すると平定桂軍前敵総指揮に任ぜられ、新広西派（新桂系）軍を撃破した。同年9月には広州行営弁公庁主任兼参謀長代理、粤漢鉄路警備司令などを務めた。

### 日中戦争での転戦
1937年（民国26年）に日中戦争（抗日戦争）が勃発すると、羅卓英は第16軍団軍団長に任命され、左翼軍の一角として上海で日本軍迎撃に参加した（第2次上海事変、淞滬抗戦）。羅は善戦したが最後は防衛線を破られて無錫方面へ退却している。11月、羅は第15集団軍総司令に任命され、さらに南京衛戍司令長官唐生智を補佐する副司令長官も兼任することになった。しかし、上海の戦いですでに羅の軍は酷く損耗しており、日本軍を撃退する力は残っていなかった。南京陥落後、羅は蘇皖浙辺区へ部隊を退却させ、しばらくゲリラ戦を展開している。1938年（民国27年）1月、第19集団軍総司令に任ぜられ、6月からは武漢会戦に参戦し、9月には陳誠の後任として武漢衛戍司令を務めた。
1939年（民国28年）3月、羅卓英は第19集団軍を率いて南昌会戦に参戦し、第9戦区前敵総指揮に任ぜられた。当初は正面から岡村寧次らが率いる日本軍を迎撃し一定の戦果もあげたが、最終的には南昌を失陥し損耗も重大であったため、ゲリラ戦へと作戦を変更している。その後も第1次長沙会戦などにも参戦し、1940年（民国29年）2月に第9戦区副司令長官に昇進した。同年12月には第3次長沙会戦に参戦し、南方追撃軍総司令として周辺の日本軍掃討に従事している。
羅卓英の日中戦争での指揮は蔣介石からも高く評価された。そのため、1942年（民国31年）4月、連合国軍との共同作戦に従事する中国遠征軍で第1路司令長官に抜擢され、ジョセフ・スティルウェルと共にミャンマー方面で日本軍を相手に指揮をとることになる。しかし日本軍が雲南省騰越（現在の騰衝市）を攻略したために退路を切断されてしまい、羅は日本軍の封鎖を突破して退却したが損害は大きかった。10月、遠征軍第1路司令長官部は廃止され、新たにインドで中国駐印軍総指揮部が成立し、スティルウェルが総指揮、羅が副総指揮となる。しかし、ミャンマーでの作戦失敗などが遠因となり、スティルウェルと羅の関係は不穏なものとなり、結局数か月で羅は辞任、重慶に戻った。
帰還後の1943年（民国32年）5月、羅卓英は軍令部次長に任ぜられ、さらに軍事委員会桂林幹部訓練団教育長に移る。その後も軍事委員会督訓処主任、全国知識青年従軍編練総監を兼任するなど、青年への抗日教育・動員に従事した。1945年（民国34年）、中国国民党第6次全国代表大会で中央執行委員に当選している。

### 国共内戦での敗北、晩年
日中戦争終結後の1945年（民国34年）8月、羅卓英は広東省政府主席に任命された。羅は省政改革に熱心で、1947年（民国36年）には広東5か年計画を打ち出すなどしている。しかしその熱意にもかかわらず、財政上の困難もあって政策実行は十分なものとはならなかった。また、省政府主席任期中に3度海南島に渡り、パラセル諸島（西沙諸島）の接収工作に従事し、さらにはスプラトリー諸島（南沙諸島）の最南端の島を「南威島」と命名する挙動までしている。
1947年（民国36年）9月、国民政府主席東北行轅主任に任ぜられていた陳誠の要請により、羅卓英は副主任として招聘された。陳と羅は東北での軍の拡充に尽力したが、東北民主聯軍（後の東北人民解放軍）が10月に秋季攻勢を発動するとこれに抗しきれず、翌年1月には主力部隊である新5軍の覆滅という大惨敗を喫した。これにより陳は主任から辞任に追い込まれてしまい、羅も副主任から退いている。1948年8月5日、東北剿匪総司令部副総司令。1948年（民国37年）12月末に陳が台湾省政府主席兼警備総司令に任ぜられると、羅も陳から再び招聘され、逃亡してきた国民政府軍の再訓練・整備に従事した。1949年（民国38年）7月、陳と羅は東南軍政長官公署の正副長官に任ぜられている。
1950年（民国39年）3月、羅卓英は総統府戦略顧問に任ぜられた。それ以後、国防研究院副主任、革命実践研究院副主任、光復大陸設計研究委員会委員（台南研究区主任）などを歴任。
1961年（民国50年）11月6日、台北市にて糖尿病により没。享年66（満65歳）。

## 著作
- 『呼江吸海樓詩集』
- 『正氣歌注』